# Live ’25 Tour
A Live ’25 Tour az Oasis brit rockegyüttes kilencedik koncertturnéja, és első az együttes 2024-es újraalakulása óta. A turné az Egyesült Királyságban és Írországban kezdődik meg, de terveznek bejelenti állomásokat Európán kívül is.

## Koncertek
| Dátum               | Város      | Ország   | Helyszín             | Nézőszám | Jegyzetek |
| ------------------- | ---------- | -------- | -------------------- | -------- | --------- |
| 2025. július 4.     | Cardiff    | Wales    | Principality Stadion |          |           |
| 2025. július 5.     | Cardiff    | Wales    | Principality Stadion |          |           |
| 2025. július 11.    | Manchester | Anglia   | Heaton Park          |          |           |
| 2025. július 12.    | Manchester | Anglia   | Heaton Park          |          |           |
| 2025. július 19.    | Manchester | Anglia   | Heaton Park          |          |           |
| 2025. július 20.    | Manchester | Anglia   | Heaton Park          |          |           |
| 2025. július 25.    | London     | Anglia   | Wembley Stadion      |          |           |
| 2025. július 26.    | London     | Anglia   | Wembley Stadion      |          |           |
| 2025. augusztus 2.  | London     | Anglia   | Wembley Stadion      |          |           |
| 2025. augusztus 3.  | London     | Anglia   | Wembley Stadion      |          |           |
| 2025. augusztus 8.  | Edinburgh  | Skócia   | Murrayfield Stadion  |          |           |
| 2025. augusztus 9.  | Edinburgh  | Skócia   | Murrayfield Stadion  |          |           |
| 2025. augusztus 16. | Dublin     | Írország | Croke Park           |          |           |
| 2025. augusztus 17. | Dublin     | Írország | Croke Park           |          |           |